# I. Kara
Ițic Șvarț, menționat uneori Ițic Schwartz, dar mai cunoscut sub pseudonimul I. Kara, (n. 13 octombrie 1906, Podu Iloaiei, România – d. 27 mai 2001, Iași, România) a fost un prozator, critic literar și teatral, memorialist și cercetător al istoriei obștei evreiești din zona Moldovei.

## Biografie
S-a născut la Podu Iloaiei, în familia lui Herș Șvarț și al soției sale, Ghitla. Familia din care provenea era una numeroasă, dar respecta cu strictețe vechile obiceiuri evreiești; ea a dat trei personalități culturii evreiești: dramaturgul și sculptorul Simcha Schwartz (1900-1974), criticul literar, prozatorul și istoricul Ițic Șvarț (1906-2001) și actorul și scriitorul Iulian Schwartz (1910-1977).
Ițic Șvarț a absolvit Facultatea de Litere și Filosofie a Universității din Cernăuți (1926), obținând o specializare în limbile franceză și idiș. S-a aflat la Cernăuți în apropierea poeților de limbă idiș Itzik Manger (1901-1969) și Eliezer Steinbarg (1880-1932).
A lucrat ca profesor de franceză și idiș (din 1926). A luptat în cel de-al Doilea Război Mondial, fiind decorat. După război a lucrat ca secretar literar la Teatrul Evreiesc de Stat din Iași (1949-1963) și cercetător bibliograf la Biblioteca Județeană „Gh. Asachi” din Iași (1963-1968).

## Activitate publicistică
A debutat publicistic în 1932 cu articole de critică și istorie literară idiș la Cernăuți, apoi a început să publice articole despre istoria populației evreiești din Țările Române în ziarele idiș din Varșovia (1938), Vilna (1939) și București (1940). S-a remarcat ca prozator, critic literar și teatral, scriind în principal în limba idiș. În decursul vieții a publicat peste 100 de articole în limbile română, germană, engleză și idiș, în România și în străinătate. A tradus mai multe piese de teatru, jucate pe scena Teatrului Evreiesc de Stat din Iași, și a îngrijit câteva antologii de poezie modernă în limba idiș. A semnat în principal cu pseudonimul I. Kara.
Volumele A moldaviș ingl (Un băiat din Moldova. Povestiri în limba idiș) (1976) și Inghe iurn in... veiniker inghe (Anii tineri... și mai puțin tineri) (1980) evocă viața comunității evreiești din Podu Iloaiei, căruia îi va fi dedicată și monografia Obștea evreiască din... Podu Iloaiei: file din istoria unui „ștetl” moldovenesc (1990). Unele din povestirile publicate au tentă autobiografică.
I. Kara a publicat trei monografii istorico-culturale dedicate comunităților evreiești din Podu Iloaiei, Bacău și Iași, aducând o contribuție esențială la istoria obștii evreiești din România și realizând o panoramă vastă a comunității evreiești de pe teritoriul României. Monografiile conțin un vast material informativ, date documentare, nume și fapte. Istoricul ieșean Silviu Sanie îl considera un „istoric prin vocație” și un folclorist atent să consemneze proverbe, zicători și urări de sărbători pentru a evita dispariția lor odată cu lumea care le-a creat. I. Kara a salvat documente și mărturii istorice din viața comunităților evreiești, la fel ca Jacob Psantir (1820-1902) în secolul al XIX-lea, îmbunătățindu-și continuu metoda de cercetare și completând istoria comunităților cu elemente culturale și social-economice.
A elaborat, în colaborare cu arheoloaga Stela Cheptea, lucrarea științifică Inscripții ebraice, fascicula 1, colecția „Inscripții medievale și din epoca modernă a României. Orașul Iași” (Centrul de Istorie și Civilizație Europeană, Iași, 1994), care conține traducerea în limba română a circa 300 de inscripții ebraice de pe pietrele de mormânt din cimitirele ieșene Ciurchi și Păcurari și de la două sinagogi ieșene (Sinagoga Mare și Sinagoga Croitorilor), majoritatea fișelor provenind din colecția lui Kara și reprezentând rodul mai multor ani de cercetare. Lucrarea a fost distinsă în 1996 cu Premiul Eudoxiu de Hurmuzaki al Academiei Române.
În semn de recunoaștere a meritelor lui I. Kara, idișiștii israelieni și Federația Comunităților Evreiești din România i-au acordat premiul „J. Pineles” pentru lucrările de istorie a evreilor din România.

## Scrieri
- Naie idișe dichtung, antologie de lirică modernă idiș, Cernăuți, 1935 - în colaborare;[15]
- Mărturii din veacuri. Din istoria evreilor in România, Bacău, 1947, 40 p.;[15][16]
- O iur idișe literatur (30 de ani de literatură idiș în România), Iași, 1947;[15]
- Idișe Gramatik (Gramatica limbii idiș), FCER, București, 1948;[15]
- Manuscrise și cărți rare, Iași, Fasc. I, 1972, Fasc. II, 1974, Fasc. III, 1982;
- A moldaviș ingl (Un băiat din Moldova. Povestiri în limba idiș), Editura Kriterion, București, 1976, 192 p.;[15]
- Contribuții la iconografia Războiului pentru Independență, Iași, 1977 - coautor;
- De la Unirea Principatelor la războiul pentru independența României, Iași, 1977 - coautor;
- Inghe iurn in... veiniker inghe (Anii tineri și... mai puțin tineri), Editura Kriterion, București, 1980;[15]
- Iurn fon hofnung (Anii speranței), Editura Kriterion, București, 1987;
- Obștea evreiască din... Podu Iloaiei: file din istoria unui „ștetl” moldovenesc, Editura Hasefer, București, 1990, 168 p.;
- Inscripții ebraice (ieșene), Centrul de Istorie și Civilizație Europeană, Iași, 1994, XXIV + 137 p. - în colaborare cu Stela Cheptea
- Obștea evreiască din... Bacău, Editura Hasefer, București, 1995, 224 p. - prefață de acad. Nicolae Cajal;
- Contribuții la istoria obștii evreilor din Iași, Editura Hasefer, București, 1997, 124 p. - prefață de prof. Mihail M. Cernea.

Monografia Obștea evreiască din... Podu Iloaiei: file din istoria unui „ștetl” moldovenesc a fost tradusă în limba germană de profesorul universitar Erhard Roy Wiehn și publicată în 1997 sub titlul Juden in Podu Iloaiei: zur Geschichte eines rumänischen Schtetls de către editura Hartung-Gorre din Konstanz.

## Distincții
- Medalia Muncii (20 decembrie 1956) „cu prilejul împlinirii a 80 de ani de existență în Romînia a teatrului în limba idiș și pentru merite deosebite în activitatea artistică”[17]